# Roxana Baldetti
Ingrid Roxana Baldetti Elías (Ciudad de Guatemala, 13 de mayo de 1962) es una maestra, periodista y política guatemalteca, exdiputada que fungió como vicepresidente de Guatemala desde el 14 de enero de 2012 hasta el 9 de mayo de 2015. Anteriormente ocupó el cargo de diputada al Congreso de Guatemala por Listado Nacional, con el Partido Patriota; sin embargo, presentó su renuncia al Presidente del Congreso antes del 15 de agosto de 2011, ya que participó como candidata a la Vicepresidencia por el mismo partido, junto a Otto Pérez Molina.
En abril de 2015 su secretario privado fue acusado por la Comisión Internacional contra la Impunidad en Guatemala (CICIG) de ser el cabecilla de una importante banda dedicada a la defraudación al fisco guatemalteco, en un caso que ha sido denominado como el caso de La Línea. Aunque no fue incluida en el listado de acusados que presentó la CICIG, se sospechó desde un principio que los seudónimos «La R», «La 2» y «La Señora» —los cuales se mencionan en los miles de escuchas telefónicas presentadas por la CICIG y el Ministerio Público— hacían referencia a Roxana Baldetti, por lo que el 25 de abril de 2015 se realizó marcha pacífica exigiendo su renuncia como vicepresidente.
Se organizaron marchas multitudinarias donde participaron personas de todas las edades con gran entusiasmo, mismas que fueron convocadas principalmente por Un grupo llamado anónimos Guatemala en las cuales se demostró el repudio hacia el actual gobierno y hacia los principales partidos políticos del país. No obstante no se ha producido una propuesta que ataque frontalmente el sistema que ha permitido que el gobierno de turno se aproveche del erario nacional. El lento despertar de las protestas se explica porque en Guatemala aunque el 53% de la población esté por debajo de la línea de pobreza y existan agudos problemas -de ignorancia, racismo, machismo, corrupción, violencia desbocada, y sobre todo impunidad-  que tengan a la población a punto de un estallido social, no hay quien organice dicho estallido en forma efectiva.  Por otro lado, aunque no haya organización política que haga estallar todo el malestar acumulado, las élites tradicionales del país, preocupada por la situación actual y considerando que el polvorín social podría estallar, organizaron una lucha frontal contra la corrupción de los funcionarios públicos y obligaron a éstos a extender la permanencia de la Comisión Internacional Contra la Impunidad en Guatemala, logrando que el malestar de la población se dirigiera hacia el gobierno y en especial hacia la vicepresidenta Baldetti Elías -a quien se le inició el trámite de antejuicio el 6 de mayo- no así contra el sistema corrupto que ha funcionado Guatemala por décadas.
Tras descubrirse una serie de capturas que se realizaron el 8 de mayo de 2015, el presidente Otto Pérez Molina anunció que Baldetti Elías había renunciado al cargo de vicepresidente.  El 20 de agosto de 2015, su casa en el residencial «Los Eucaliptos» en una zona exclusiva de la Ciudad de Guatemala fue cateada por el Ministerio Público y la Comisión Internacional Contra la Impunidad en Guatemala quienes incautaron un lote de teléfonos móviles y equipo de cómputo por su posible vinculación con el Caso de La Línea; Baldetti no se encontraba en la casa al momento de los procedimientos judiciales, pues se encontraba hospitalizada desde el domingo anterior en un centro privado aquejada por problemas intestinales. Sin embargo, fue capturada el 21 de agosto y puesta bajo custodia en el hospital, acusada de asociación ilícita, caso especial de defraudación aduanera y cohecho pasivo.
El 26 de agosto de 2015 el juez de alto impacto envió a la exvicepresidente Baldetti a prisión preventiva, indicando que los delitos que cometió no tienen medida sustitutiva y que esta solamente procede cuando hay menos de tres sindicados por un delito; en este caso, prosiguió el juez, ya van más de veintitrés implicados. La exvicepresidente deberá guardar prisión preventiva en la cárcel de mujeres de Santa Teresa indicando que no se podía crear una cárcel para una persona —en referencia a que el Ministerio de Gobernación -dirigido todavía por el gobierno de Pérez Molina— había autorizado que la cárcel del cuartel de Matamoros fuera utilizado por la exvicepresidente Finalmente, Baldetti fue trasladada al Centro de Detención Preventiva para Mujeres Santa Teresa el 2 de septiembre de 2015 por la noche, al mismo tiempo que se giraba la orden de captura en contra del presidente Otto Pérez Molina, quien había perdido su inmunidad en el Congreso un día antes.

## Vida académica
Roxana Baldetti Elías procede de una familia conservadora y católica, sus padres fueron Alejandro Baldetti Lucas y Gladys Elías de Baldetti. Cursó sus estudios primarios en el Colegio Monte Carmelo y los secundarios en el Colegio para Señoritas «El Sagrado Corazón»; obtuvo la licenciatura de Periodismo por la Universidad de San Carlos de Guatemala. En 1987 contrajo matrimonio con Mariano Paz, con quien tuvo dos hijos, Luis Pedro y Mario.
Fue maestra suplente de educación primaria, Roxana Baldetti Elías condujo su carrera política desde el periodismo, y su mentor fue el abogado y periodista de extrema derecha Mario David García Velásquez, quien la contrató para el telenoticiero Aquí el Mundo que él fundó y dirigió a partir de 1976 hasta 1988. Baldetti desempeñó los cargos de encargada de la información internacional, de los corresponsales y Gerente de Ventas desde principios de la década de 1980 hasta 1988. Aquí el Mundo cerró en junio de 1988 tras el intento de golpe de Estado que se dio contra el gobierno de Marco Vinicio Cerezo Arévalo un mes antes, y en el cual se vio implicado García Velásquez junto a otros civiles como Lionel Sisniega Otero, Luis Mendizábal y Danilo Roca, así como varios militares. Tras el cierre de Aquí el Mundo, Baldetti Elías, junto con el periodista Óscar Masaya, fundó otro noticiero que se denominó TV Noticias en 1989.
Trabajó en pro de la mujer para la Organización de Naciones Unidas a nivel nacional, incluyendo conferencias en el interior de la República y fue cofundadora de una empresa de productos de belleza. Además, fundó una cadena de salones de belleza y spa.[cita requerida]

## Vida política
En la década de los 90 fue nombrada Subsecretaria de Relaciones Públicas para la Presidencia de la República, del depuesto presidente Jorge Serrano Elias. Participó activamente en la censura de la prensa durante el autogolpe del Ex- Presidente Serrano Elías. (Fuente: Prensa Libre, El Periódico, La Hora, Siglo XXI ).
En 2001 se involucra de lleno en la política y por invitación del expresidente de Guatemala, Otto Pérez Molina, funda el Partido Patriota.

### Diputación
Previo a los comicios de 2003 el Partido Patriota se une a la alianza de tres partidos: la Gran Alianza Nacional, que llevaría al candidato Oscar Berger a la Presidencia de la República; participa como candidata en la sexta casilla de la Lista Nacional, y es elegida como diputada al Congreso de Guatemala y, desde el año 2007, funge como Jefa de Bloque.

#### Comisión de Gobernación e iniciativas de Ley
Durante el período legislativo 2004-2005 presidió la Comisión de Gobernación, impulsando iniciativas de ley relacionadas con la seguridad ciudadana. Se desempeñó como Tercera Vicepresidenta de Junta Directiva en el periodo legislativo 2005-2006. Fue Presidenta de la Comisión de Legislación, periodo 2006-2007.

#### Integrante del Foros durante su legislación
Por su desempeño y como representante del Partido Patriota, Roxana Baldetti fue elegida integrante del Foro de Armas Pequeñas y Ligeras,  en Montevideo, Uruguay, donde aportó conocimientos adquiridos a la iniciativa de ley de Armas y Municiones que fue aprobada en el 2008. En el año 2010, por invitación de la Fundación Internacional y para Iberoamérica de Administración y Políticas Públicas (FIIAPP), fue invitada a España para participar en el Foro sobre el Papel de la Mujer Guatemalteca en el Mundo de la Política.

#### Secretaría General del Partido Patriota
Durante la Asamblea General del año 2009 fue elegida Secretaria General del Partido Patriota, siendo actualmente la representante de la mayor organización política de Guatemala y la primera mujer en dirigir dicha organización.

### Candidatura vicepresidencial 2011
En mayo del 2011 es inscrita como candidata a la Viceprecidencia de Guatemala, junto a Otto Pérez Molina por el Partido Patriota, para participar en las comicios de 2011.
Después de los resultados de los comicios de 2011, queda en primer lugar, junto a Otto Pérez Molina, con un total de aproximadamente (1.600,000) votos, con un 36.5%, y pasan a la segunda vuelta electoral que se realizó el 6 de noviembre de 2011.

#### Segunda vuelta electoral
Electo Presidente de la República 2012-2016, de un total de cuatro millones ciento veinte mil votos válidos de siete millones trescientos cuarenta mil ochocientos cuarenta y un votantes Inscritos, se adjudica la Vicepresidencia con un total del 54% de los votos válidos y un abstencionismo de 39.8% en la segunda vuelta registrada el 6 de noviembre de 2011.

### Vicepresidenta de la República de Guatemala
Después de los Comicios de 2011, en la segunda vuelta del 6 de noviembre, queda en primer lugar junto a Otto Pérez Molina con un 53.8% de los resultados finales de las Elecciones Presidenciales en segunda vuelta, derrotando a su contrincante Manuel Baldizón del Partido Libertad Democrática Renovada con un 46.2% de los votos, así logra ser la Vicepresidenta electa de Guatemala y toma posesión el 14 de enero de 2012 por el Partido Patriota.
El 9 de noviembre de 2011, Roxana Baldetti junto a Otto Pérez Molina se reunieron en Casa Presidencial de Guatemala con el Presidente de la República Álvaro Colom, para iniciar el proceso de transición de la Presidencia de Guatemala que finalizó el 14 de enero de 2012, cuando Otto Pérez Molina y Roxana Baldetti son juramentados como el presidente y la vicepresidenta de Guatemala respectivamente.

### Controversias
En el 2013, el diario ElPeriódico  publicó detalles de compras millonarias en propiedades lujosas hechas por Baldetti. De acuerdo a ese rotativo -que fue adquirido por el opositor Manuel Baldizón el 2 de noviembre de 2011- Baldetti poseería cinco propiedades y un helicóptero con un valor que ascendería a los 13 millones de dólares.[cita requerida]
En junio de 2014 Baldetti Elías viajó a Roma, Italia, junto con uno de sus hijos; durante dicho viaje, la vicepresidenta y su hijo visitaron al Papa Francisco en la Santa Sede. Baldetti hizo pública una fotografía del viaje en las redes sociales, la cual fue reproducida en medios de Guatemala, lo que generó descontento entre la ciudadanía, ya que fue visto como una prueba de que el Estado pagaba por viajes innecesarios. Al enterarse de la reacción ciudadana, Baldetti restó importancia a la misma argumentando que «era más barato viajar a Europa que dentro de Guatemala».
En noviembre de 2014, nuevamente el rotativo opositor El Periódico publicó información negativa sobre la vicepresidenta. En esa ocasiòn señaló que habría aparentes negocios de Baldetti y de su secretario privado, Juan Carlos Monzón -un exmilitar que habría sido capturado en 2001 por robar carros a mano armada.
El 25 de abril de 2015, tras conocerse el desmantelamiento de la red de contrabando «La Línea», diferentes sectores de la sociedad realizaron una manifestación pacífica en la Plaza de la Constitución, frente a la antigua sede del poder ejecutivo en Guatemala, el Palacio Nacional, convertido en museo y salón de actos desde 1997. Así también se llevaron a cabo otras manifestaciones en algunas cabeceras departamentales en el interior del país. La manifestación pidió la renuncia de la vicepresidenta porque su secretario privado, Juan Carlos Monzón, fue acusado pocos días antes de ser el cabecilla de la banda denominada «La Línea«. Este día había aproximadamente treinta mil personas  provenientes de la Ciudad de Guatemala -cuya población asciende a casi cuatro millones de personas- y del interior de la República.

### Espionaje a Periódicos de Guatemala
Medios digitales guatemaltecos e Internacionales informan sobre espionaje de Gobierno del mandatario Otto Pérez Molina, sobre una carta enviada a la vicepresidenta dos días antes de salir la nota en periódico Guatemalteco "El Periódico" la mandataria informó en comunicado de página oficial de gobierno de Guatemala que las difamaciones de esa nota eran falsas, ya que ella había adquirido esa propiedad valorada en $3.2 Millones en 2007 a 2008 antes de ser mandataria, alegando que los medios de prensa y digitales quieren hacer ver mal a gobierno de Otto Pérez Molina y perjudicar campaña política de Partido Patriota.
La investigación tuvo veracidad por parte de investigaciones locales guatemaltecas, la propiedad publicada en la nota de periódico guatemalteco fue corroborado como verdadera ya que la mandataria adquirió la propiedad después de ser vicepresidenta adquirida en 2011 un año después de asumir el cargo como vicepresidenta por lo cual esto fue un espionaje de parte de gobierno para su beneficio.
Las investigaciones se dieron a lugar el día 18 de septiembre de 2014 si existe espionaje dentro de periódicos y medios guatemaltecos.

### Limpieza del lago de Amatitlán en 2015
A inicios de 2015, AMSA adjudicó en dos eventos por excepción un contrato con la empresa de origen israelí M. Tarcic Engineering Ltd. por 137.8 millones de quetzales, para la compra de noventa y tres mil litros de un supuesto descontaminante aplicable al Lago de Amatitlán.  Sin embargo, luego de críticas y acciones legales de parte de científicos, académicos, políticos y ambientalistas que cuestionaron la contratación de la empresa israelí, la vicepresidenta Baldetti dio marcha atrás al proyecto el 30 de marzo y suspendió el pago a M. Tarcic Engineering Ltd. y la aplicación del descontamienante sobre el sistema acuático.
Baldetti ordenó al Secretario del Agua de la Vicepresidencia, Pablo González y a la ministra de Ambiente, Michelle Martínez, integrar inmediatamente después de la Semana Santa, una comisión con expertos y organizaciones para escuchar propuestas y determinar la forma en que se puede sanear el lago de Amatitlán sin afectar el entorno socio-ambiental en ese lugar. No obstante, Baldetti aclaró en conferencia de prensa que el proyecto de descontaminación del Lago de Amatitlán no está cancelado, sino que únicamente suspendido hasta que la comisión científica que se creará emita dictámenes y logre acuerdos en ese sentido. Según una fuente oficial, el comité multidisciplinario de expertos nacionales y extranjeros en el tema, podría estar conformado por investigadores de centros universitarios e independientes, científicos y técnicos de la Autoridad para el Manejo Sustentable de la Cuenca del Lago de Amatitlán (AMSA), los ministerios de Ambiente y Salud, así como representantes de la Secretaría Nacional de Ciencia y Tecnología, que cuenta con un Registro Nacional de Investigadores Ambientales.

### Caso La Línea

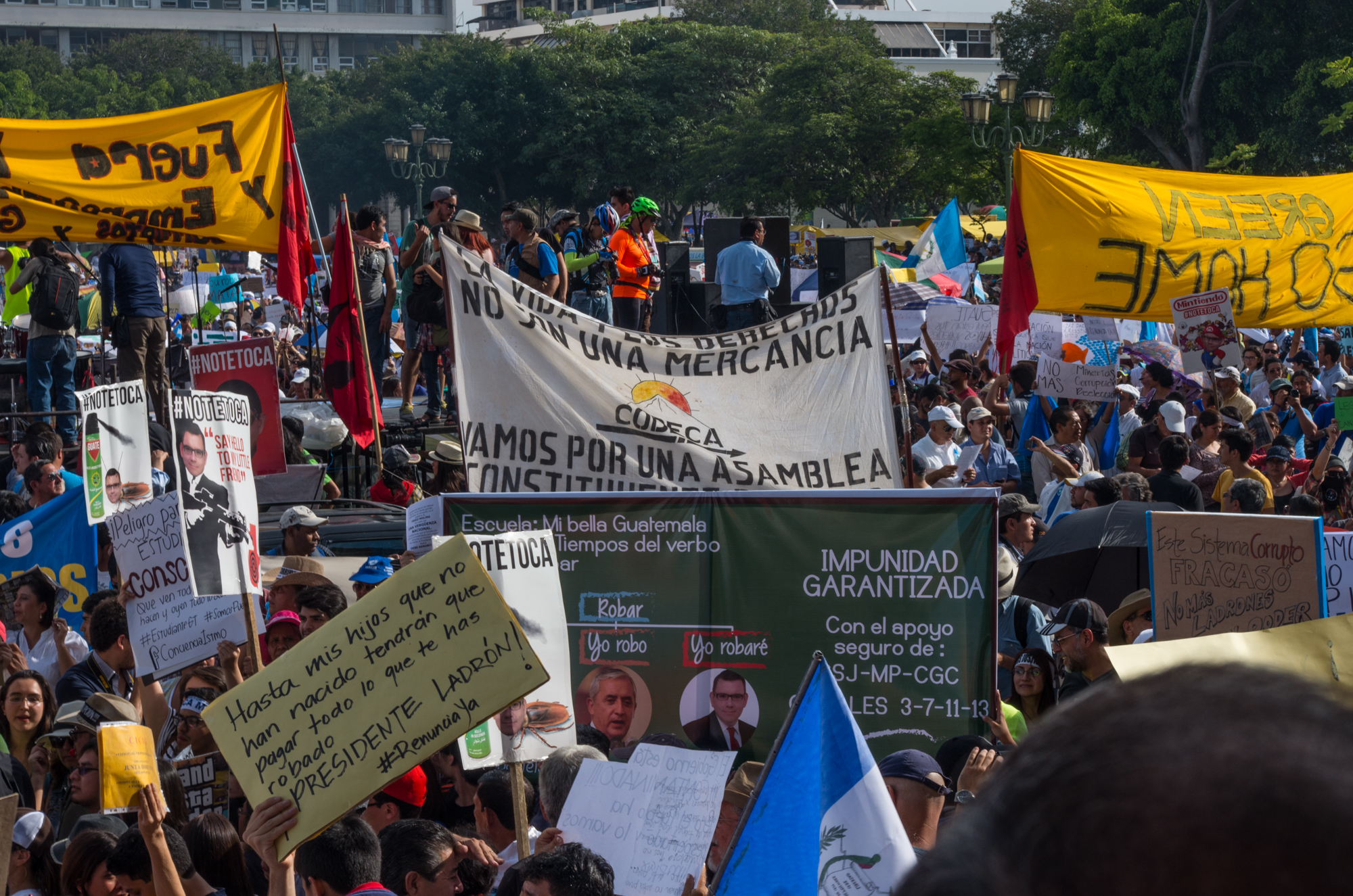
Manifestación del 30 de mayo de 2015

El caso de «La Línea» es un caso de corrupción en las aduanas de Guatemala que está siendo investigado por la CICIG en 2015. La investigación de la CICIG fue hecha pública el 16 de abril de 2015 e involucró a varios altos funcionarios del gobierno del general retirado Otto Pérez Molina, incluyendo el secretario privado de la vicepresidencia, Juan Carlos Monzón. Monzón se encontraba en Seúl, Corea, acompañando a la vicepresidenta, Roxana Baldetti, a quien le fue conferido un doctorado honoris causa en esa ciudad, Según Roxana Baldetti ella misma fue quien notificó a Juan Carlos Monzón de que era requerido por la justicia en Guatemala, por lo cual ella le ordenó regresar de inmediato a Guatemala para aclarar su situación jurídica.
En la audiencia del viernes 17 de abril fue presentada una escucha telefónica en donde dos de los involucrados en la estructura se refieren a una tercera persona como «El Presidente», sin definir su identidad, quien les ordenó abrir cuatro cuentas bancarias argumentando que CICIG tiene mucha información. Aparte de «El Presidente», se escuchó también los sobrenombres de «La Señora», «La R», y «La 2», quien según las escuchas, movió las piezas en la SAT y ordenó cambios a la banda de defraudación porque la CICIG ya tenía alguna información sobre la misma.  Se sospecha que estos sobrenombres hacen referencia a Pérez Molina y a Baldetti, pero la CICIG no presentó cargos contra ninguno de los dos.
El 25 de abril de 2015 se realizó la manifestación pacífica en la Plaza de la Constitución. Hubo fuerte presencia de la Policía Nacional Civil en las inmediaciones y una marcha pacífica de estudiantes de la Universidad de San Carlos de Guatemala salió del Campus Central en la zona 12 para llegar a la Plaza a las 3:00 p. m.. Asisteron aproximadamente veinte mil personas -de más de tres millones y medio que viven en la ciudad- y se manifestaron frente al Palacio Nacional de la Cultura antigua sede del poder ejecutivo convertida en museo y salón de actos a finales del siglo xx.
El 6 de mayo de 2015, a petición de múltiples sectores de la sociedad guatemalteca, el Organismo Judicial inició el trámite del antejuicio contra Baldetti Elías al mismo tiempo que el CACIF -agrupación de las principales entidades comerciales, industriales y financieras de Guatemala- exigió la renuncia de la vicepresidenta para mantener la democracia en el país.  Algunos sectores sospechan que esta medida es para inculpar a la vicepresidenta del caso y desviar la atención de la ciudadanía sobre los verdaderos involucrados en la banda de contrabando, especialmente los importadores que evadieron al fisco guatemalteco.

#### Renuncia al cargo de vicepresidente
La vicepresidenta Ingrid Roxana Baldetti Elías renunció al cargo el 8 de mayo de 2015 luego del escándalo del Caso de La Línea tras poco más de tres años y cuatro meses de mandato cuatrienial, iniciado el 14 de enero de 2012 junto al presidente Otto Pérez Molina. Aunque ella no hizo el anuncio sino que solo envió una carta al Congreso de la República, se desconoce el paradero de la ahora exvicepresidente. Días más tarde, el presidente propuso una terna de tres integrantes, de la cual el congreso eligió a Alejandro Maldonado Aguirre como sucesor de Baldetti.

#### Descubrimiento de 39 armas
El 16 de julio del 2015, Alejandro Maldonado Aguirre encuentra en las oficinas de la vicepresidencia: 39 armas de grueso calibre que Roxana Baldetti tenía en la Vicepresidencia, dio parte al Ministerio de Gobernación y al Ministerio Público para que los investigue. El exvicepresidente Rafael Espada afirmó que durante su mandato no entró armas a las oficinas.

#### Captura y juicio
El 20 de agosto de 2015, la casa de Baldetti en el residencial «Los Eucaliptos» en una zona exclusiva de la Ciudad de Guatemala, fue cateada por el Ministerio Público y la Comisión Internacional Contra la Impunidad en Guatemala quienes incautaron un lote de teléfonos móviles y equipo de cómputo por su posible vinculación con el Caso de La Línea. Baldetti no se encontraba en la casa al momento de los procedimientos judiciales, pues se encontraba hospitalizada desde el domingo anterior en un centro privado aquejada por problemas intestinales, recuperándose de una endoscopía.  Sin embargo, fue capturada el 21 de agosto y puesta bajo custodia en el hospital, acusada de asociación ilícita, caso especial de defraudación aduanera y cohecho pasivo.
Al mediodía de ese 21 de agosto, la CICIG y el MP ofrecieron una conferencia de prensa en donde explicaron que «La Línea» tenía un «nivel 1» y un «nivel 2», a quienes les correspondía 50% de los ingresos de la red de defraudación aduanera y que estos niveles eran Otto Pérez Molina y Roxana Baldetti, respectivamente.
Fue trasladada a las 6:49 PM, a la prisión-cuartel de Matamoros, en donde se espera que en los próximos días sea procesada por sus delitos.
El 24 de agosto en horas de la madrugada fue trasladada a torre de tribunales para rendir su primera declaración, en dicha audiencia el Ministerio Público (MP) dio a conocer una serie de escuchas telefónicas en donde se implica también al presidente Pérez Molina en el caso de defraudación aduanera y el 25 de agosto fue ligada a proceso por el juez de alto impacto que ve el caso.  Finalmente, el 26 de agosto el justo la envió a prisión preventiva a la cárcel de mujeres de Santa Teresa.

#### Posibles negocios con Salvador Estuardo González Álvarez
Durante los allanamientos realizados el 16 de abril de 2015 en las oficinas de Salvador Estuardo González Álvarez —, alias Eco—, los fiscales del Ministerio Público habrían encontrado miles de documentos que develarían no solamente la trama de la red de defraudación aduanera de La Línea sino que también un entramado de empresas vinculadas a Baldetti, las cuales movieron millones de quetzales destinados a la compra de lujosos apartamentos y oficinas. Debido a esto, González podría convertirse en colaborador eficaz para declarar contra Otto Pérez Molina y Baldetti.

#### Ligada a Proceso por tres delitos
Roxana Baldetti quedó ligada a proceso por los delitos de asociación ilícita, defraudación tributaria y cohecho pasivo ya que el juez B de Mayor Riesgo, Miguel Ángel Gálvez, determinó que existen suficientes indicios para ligar a proceso a la vicemandataria luego de escuchar los argumentos del Ministerio Público y los alegatos de la defensa. Gálvez mencionó que en las escuchas telefónicas no se mencionó el nombre de Roxana Baldetti, pero que existen indicios que mencionan a «la 2» que podría vincular a la exvicemandataria con la estructura de defraudación aduanera. A la salida de la exvicepresidente de la sala de audiencias se dieron enfrentamientos entre integrantes de la fuerza de seguridad y periodistas que buscaban acercarse a Baldetti.
El abogado de Baldetti, Mario Cano, en defensa de su patrocinada dijo al juez que «la dos» o «la señora», podría ser Claudia Méndez Asencio, ex Intendente de Aduanas porque en una escucha una persona menciona el nombre de «Claudia» cuando hablan sobre un tema de defraudación. Asimsimo el abogado aseguró que en una interceptación telefónica el MP identificó a un interlocutor como Mario Muñoz y afirmó que cualquier persona que esté en el Gobierno, o haya estado, sabe que no es la voz de él, sino que pertenece a «Mario Leal», exsecretario de la Presidencia y vicepresidenciable de la Unidad Nacional de la Esperanza (UNE) para las elecciones presidenciales de 2015.
El 28 de septiembre, durante la audiencia de apertura de juicio contra los acusados por el caso, Salvador Estuardo González —alias «Eco»— se ofreció voluntariamente a declarar, lo que inicialmente fue rechazado por los abogados defensores de los otros detenidos. Una vez autorizado a declarar, González —quien aseguró estar totalmente dispuesto a enfrentar un careo con los otros acusados— expuso una serie de datos que incriminan seriamente a varios de los detenidos:
1. A la primera que conoció González fue a Baldetti, a quien ayudó manejando siete sociedades anónimas que estaban sin uso desde hacía dos años.[38]
2. González fue el que codificó a Otto Pérez Molina y a Roxana Baldetti como «el 1» y «la 2», respectivamente.[37]
3. González llevaba un control de los recursos que se repartían.
4. El 50% de lo recaudado por la red era entregado a Otto Pérez Molina y a Roxana Baldetti Elías.[37]
5. Claudia Méndez Asencio sí estaba al tanto de lo que ocurría e incluso participó en varias reuniones con González sobre el tema. Además, al llegar como intendente de aduanas, se le explocó el «proyecto de recaudación» y se le dijo que recibiría un 5 % de las ganancias.[38]
6. La embajada de los Estados Unidos estaba al tanto del «proyecto de recaudación» y del trabajo que allí realizaba Javier Ortiz —alias «Teniente Jeréz»—.[38]

El 29 de septiembre continuó la declaración de González, quien hizo más revelaciones luego de ser cuestionado por abogados del Ministerio Público, la CICIG y la Superintendencia de Administración Tributaria (SAT), así como por algunos defensores de sindicados:
- El 61 % de los sobornos eran en efectivo, mientras que el 39 % restante lo distribuía el jefe de la red externa a la SAT. No dio sobre la posibilidad de que se utilizaran cuentas bancarias para la distribución del dinero.
- Aseguró que no cobró un honorario establecido por sus «servicios» como administrador; sin embargo, indicó que se le otorgó un 2 % y posteriormente un 5 % de lo defraudado.
- González se habría con la hija del expresidente, a quien identificó como «Lissett», la nuera, a quien identificó como «Luisa», y la esposa, Rosa Leal de Pérez; estas personas habrían recibido por contrataciones estatales a través del Grupo Pixel Sociedad Anónima.
- González era el enlace entre la SAT y Pérez Molina para llevar el control de «La Línea» solicitado por Juan Carlos Monzón.
- González mantenía contacto personal y por correo electrónico con Baldetti, a quien en sus celulares identificaba como «2» o «MyLine».
- El personal para las aduanas era elegido por Javier Ortiz, y luego González hablaba con el jefe de Recursos Humanos de la SAT para confirmar los nombramientos. Todos los recomendados tenían el perfil idóneo para realizar el trabajo encomendado.
- Claudia Méndez Asencio habría sido quien coordinaba el acceso de González al octavo piso de la SAT por un ascensor privado.
- Durante las operaciones de «La Línea», Pérez Molina, Baldetti Elías, Osama Aziz Aranki, Javier Ortiz —alias «Teniente Jerez»— y Juan Carlos Monzón, utilizaban radios de comunicación que habrían tenido una tecnología especial que evitaban interceptar las comunicaciones.
- González utilizaba otro radio con el mismo sistema de seguridad para comunicarse con Siglo 21, periódico que en ese entonces presidía.
- González no sabe quién elaboró la tabla en la que aparecen registrados los ingresos al Estado llamados «R1» y los ingresos paralelos desviados a La Línea, llamados «R2».[39]

González detalló como funcionaban las empresas de cartón que habrían pertenecido a la exvicepresidente Baldetti, luego de que fue interrogado por fiscales y abogados defensores y mantuvo su testiminio:  indicó que había sido contratado para manejar siete compañías, y que había otras que eran controladas por Víctor Hugo Hernández, empleado de Juan Carlos Monzón. Explicó que buscó que las empresas tuvieran una sede acorde al capital y el servicio que supuestamente prestaban; también corroboró que los accionistas y representantes tuvieran el perfil correcto para la empresa que poseían en papel.
Con respecto a la empresa PROINVER, propiedad de Baldetti en el Registro Mercantil, indicó que él no controlaba esa compañía pero que sí elaboraba proyecciones sobre los dividendos que obtendría y la facturación que tenía que emitir durante ciertos períodos de tiempo. Baldetti siempre estuvo al tanto de lo que ocurría, organizando reuniones con González y Hernández en las oficinas donde tenían la sede sus empresas de cartón.  El periódico guatemalteco Prensa Libre investió en el registro mercantil de Guatemala las empresas mencionadas por González y encontró lo siguiente:
| «Las empresas reveladas por Eco [González] son: Publihaces, Publimerc, Corporación Urma, La Montaña Ecológica, Representaciones Alliancee, SA., Grupo Agro Industrial 2011, S.A. y Serpumer, S.A. De esas firmas, Prensa Libre localizó cuatro en el registro mercantil. González Álvarez dijo en su declaración que hizo una proyección de lo que debían ganar las empresas en cierto tiempo, sin que estas tuvieran movimiento, y sobre la base de ello se trató de acreditar el perfil económico de Baldetti. La primera inyección de capital se dio el 23 de agosto de 2013, cuando Herbert Arturo Jacobo Dubón, gerente de operaciones y representante legal del Grupo Agro Industrial 2011, S.A. modificó la escritura social por un aumento de capital de Q50 millones. Esa firma había sido constituida el 2 de junio del 2011 con un capital de Q5 mil. El segundo incremento de capital se registró el 10 de abril de 2015 a la empresa Representaciones Alliancee, S.A., de que de Q5 mil autorizados subió a Q18 millones. Esta firma había sido constituida el 20 de diciembre del 2006. Esta empresa ha adquirido varios inmuebles ligados a la ex vicepresidenta Baldetti y su familia, entre ellas una vivienda ubicada en Lomas de Pamplona, zona 13; un apartamento en el edificio Casa Margarita, zona 10, y una bodega contigua al Aeropuerto Internacional La Aurora, zona 13. [...] Las cuatro empresa localizadas tienen, aparte de abogados y accionistas vinculados, la misma dirección: Avenida La Reforma 1-50, edificio El Reformador, quinto nivel, zona 9 de la Ciudad de Guatemala. —Prensa Libre 30 de septiembre de 2015 |

### Ligada a proceso por fraude en limpieza de Lago de Amatitlán
El 23 de febrero de 2016, el Ministerio Público y la Comisión Internacional Contra la Impunidad en Guatemala realizaron trece capturas de personas involucradas en el caso de la limpieza del agua del lago, incluyendo a Mario Alejandro Baldetti, hermano de la exvicepresidente de Guatemala.  Los capturados fueron llevados a un juzgado en Villa Nueva, en donde fueron indagados.
| Nombre                                          | Empleo | Delito imputado                                     | Presunta actividad ilícita |
| ----------------------------------------------- | --- | --------------------------------------------------- | --- |
| Mario Alejandro Baldetti Elías                  | N/A | asociación ilícita, fraude y tráfico de influencias | Hermano de la exvicepresidente Roxana Baldetti; habría sido el encargado de la coordinación de alto nivel, pese a que no tenía ningún puesto en el gobierno del general retirado Otto Pérez Molina. Habría organizado y participado en varias reuniones en las que se discutió el procedimiento de contratación entre AMSA y M. Tarcic Engineering Limited.                       |
| Pablo Roberto González Barrios                  | exsecretario específico del Gabinete del Agua, nombrado por la Vicepresidencia durante el gobierno de Otto Pérez Molina | asociación ilícita, fraude y cohecho pasivo         | Habría realizado la negociación entre AMSA y la empresa M. Tarcic Engineering para la contratación del proyecto de limpieza del Lago de Amatitlán. |
| Juan Edy Estuardo Díaz Sandoval                 | ex subdirector ejecutivo de la Autoridad para el Manejo Sustentable de la Cuenca del Lago de Amatitlán —AMSA—           | asociación ilícita, fraude y cohecho pasivo         | Habría sido nombrado por la vicepresidencia, y mantenía comunicación con Mario Baldetti Elías. Habría hecho presión interna en AMSA para que se ejecutara el proyecto de limpieza del Lago de Amatitlán. |
| Jorge Mario de Jesús Cajas Córdova              | exasesor legal del Ministerio de Ambiente y Recursos Naturales de Guatemala                                             | asociación ilícita y fraude                         | Habría participado en todo el proceso de legalización de la empresa M. Tarcic Engineering en Guatemala y como Notario Público habría autenticado todos los documentos de la empresa. |
| Lizbeth María Alonzo Azurdia de Constanza       | exdirectora jurídica II de AMSA                                                                                         | asociación ilícita y fraude                         | Habría sido contratada por instrucciones de Mario Baldetti. Habría revisado el contrato del proyecto de limpieza del lago y habría permitido que se presentara una licencia de evaluación ambiental de otra empresa para dicho proyecto, pues M. Tarcic Engineering carecía de dicha licencia.                                                                                    |
| Sandra Ninet García España de Benavente         | jefe administrativo financiero de AMSA                                                                                  | asociación ilícita y fraude                         | Habría sido contratada por instrucciones de Mario Baldetti. Habría tramitado los contratos relacionados con el proyecto de limpieza del lago. Habría incurrido en omisión, cuando no reportó que el proceso de contratación careció de estudio de impacto ambiental y que el producto utilizado par la limpieza no contaba con registro sanitario.                                |
| Allan Franco de León                            | representante legal de M. Tartic Engineering y exasesor del Ministerio de Ambiente                                      | asociación ilícita y fraude                         | Coordinador del proyecto de limpieza del lago de parte de M. Tartic Engineering. Habría preparado las bases del proyecto para adquirir el producto orgánico que incrementara el índice de calidad del agua del lago; este documento debía haber sido preparado por el personal técnico de AMSA, por lo cual se habría atribuido tareas que correspondían a funcionarios públicos. |
| Rubén Estuardo Torres Anleu                     | exasesor del Ministerio de Ambiente y Recursos Naturales de Guatemala                                                   | cohecho pasivo                                      | Contratado por el Ministerio de Ambiente para fortalecer los monitoreos de calidad de aguas. M. Tarcic Engineering habría girado dos cheques por un total de trescientos mil quetzales a su nombre. Era supervisado por Pablo González Barrios. |
| Marilyn Anabella Sosa Azurdia                   | exasesor del Ministerio de Ambiente y Recursos Naturales de Guatemala                                                   | cohecho pasivo                                      | Asistente personal de Pablo González Barrios en el Ministerio de Ambiente parte del equipo técnico que laboraba el tema del proyecto de limpieza del lago. Habría recibió dos cheques de parte M. Tarcic Engineering por sesenta mil quetzales. |
| Edvin Francisco Ramos Soberanis                 | exdirector ejecutivo de AMSA                                                                                            | fraude e incumplimiento de deberes                  | Habría participado en la Junta de Representantes en donde se discutió el proyecto de limpieza y saneamiento del Lago Amatitlán con representantes de M. Tarcic Engineering. |
| Hugo Rodolfo Roitman Braier —alias Uri Roitman— | Representante de la empresa israelí M. Tarcic Engineering                                                               | asociación ilícita y cohecho activo                 | De acuerdo a la Intendencia de Verificación Especial (IVE) del MP, habría sido el firmante en cheques emitidos a diferentes empresas, empleados públicos y privados, por Tarcic Engineering. Además, habría sido uno de los más beneficiados con el contrato, pues habría recibido Q.2,318,771.82 de M. Tarcic Engineering.                                                       |
| Sergio Alejandro Marroquín Vivar                | representante legal de la empresa Técnicas y Sistemas de Seguridad, S.A.                                                | cohecho activo                                      | Tenía firma autorizada para los cheques de M. Tartic Engineering, de la que habría recibido cinco cheques por un monto total de Q.225.980.00. |
| Clara Maribel Carballo Carballo                 | representante legal de la empresa Técnicas y Sistemas de Seguridad, S.A.                                                | Fraude                                              | contaba con firma registrada en la cuenta de la empresa. Habría permitido que se presentara una licencia de evaluación ambiental de otra empresa y habría presentado dos ofertas de eventos elaboradas antes de la publicación oficial en el portal de Guatecompras. |
| Manuel Francisco Sosa Batres                    | jefe de compras de la Comisión Portuaria Nacional                                                                       | enriquecimiento ilícito                             | Padre de Anabella Sosa Azurdia; habría recibido dos cheques de M. Tarcic Engineering por ciento dieciocho mil quetzales. |

### Ligada a proceso por caso de contenedores en Puerto Quetzal
El 15 de abril de 2016, a casi un año de descubrir el Caso de La Línea —y un día después de que Juan Carlos Monzón fuera aceptado como colaborador eficaz en el caso— el Ministerio Público y la CICIG desbarataron otra estructura de corrupción que involucra a los exmandatarios Otto Pérez Molina y Roxana Baldetti: capturaron a más de diez personas por su supuesta implicación en el proceso anómalo de usufructo en la Empresa Portuaria Quetzal para favorecer a la empresa de capital español Transportes de Contenedores Quetzal (TCQ).
El expresidente Pérez Molina había entregado en usufructo por veinticinco años un área de 348 mil 171 metros cuadrados del Puerto Quetzal a la firma TCQ, que a su vez es –subsidiaria de la empresa española «Transporte de Contenedores» de Barcelona el día Miércoles Santo del 2013, un día en el que prácticamente nadie trabaja en el país.
De acuerdo a lo reportado por los entes investigadores, la exvicepresidenta Baldetti, el expresidente Pérez Molina y el exsecretario general de la Presidencia, Gustavo Martínez, y el exsecretario privado de la vicepresidencia, Juan Carlos Monzón, participaron activamente en que se otorgara este contrato desde el momento en que se inició el gobierno del Partido Patriota el 14 de enero de 2012; de hecho, el 24 de enero de 2012 el operador Guillermo Lozano recomendó a Pérez Molina nombrar a Allan Marroquín como interventor de la Empresa Portuaria Quetzal, y posteriormente, por recomendación de Baldetti se nombró a Julio Sandoval como subinterventor de la entidad, todo en preparación para llevar a cabo la negociación con TCQ, específicamente con su representante en Guatemala, el ciudadano español Juan José Suárez.
De acuerdo a lo reportado por el MP y la CICIG, habría habido una comisión para los gestores nacionales de treinta millones de dólares, y que entre los beneficiados por habría estado el expresidente y la exvicepresidenta; de hecho, cuando se vio que Lozano no avanzaba con la negociación nombraron a Juan Carlos Monzón para que la agilizara, cosa que logró.  Monzón se habría reunido con los representantes de TCQ por desacuerdos en el pago de la comisión, que Pérez Molina habría solicitado que fuera en efectivo y consiguió que se realizara en un plan de pagos hasta 2016.  También se informó que de la comisión se descontó el pago de soborno a sindicalistas y personas de la Procuraduría General de la Nación y de la Contraloría General de Cuentas.
La fiscal general Thelma Aldana también anunció la interposición de un antejuicio en contra del magistrado de la Corte Suprema de Justicia, Douglas Charchal Ramos, quien presuntamente ayudó a Monzón a evitar un obstáculo jurídico de la empresa TCQ para obtener una licencia de construcción; a cambio, Charchal se habría reunido con Monzón para acordar su elección como magistrado de la Corte Suprema de Justicia. La fiscal general también anunció la interposición de un antejuicio en contra del magistrado de la Corte Suprema de Justicia, Douglas Charchal Ramos, quien presuntamente ayudó a Monzón a evitar un obstáculo jurídico de la empresa TCQ para obtener una licencia de construcción.
Una vez establecida la concesión, Pérez Molina y Baldetti se habrían repartido US$8 millones cuatrocientos mil garantizados por la firma Group Maritim TCB.
 Terminal de Contenedores Quetzal (TCQ) habría trasladado US$12 millones iniciales por medio de empresas del guatemalteco Jonathan Cheves, moviendo fondos en varios países; de la inversión total de US$225 millones, la compañía habría abonado dos abonos de comisiones, pero un tercero de US$12 millones ya no se habría abonado porque estaba programado para después del 16 de abril de 2015, fecha en que se descubrió el Caso de La Línea.
Por otra parte, como los sindicalistas de Puerto Quetzal se oponían al contrato y amenazaban con medidas de hecho, el representante de TCQ, el ciudadano español Juan José Suárez, habría concertado con los representantes del gobierno para sobornar a los sindicalistas.  De acuerdo con el MP y la CICIG, estos habrían recibido US$5 millones en sobornos.